# Quemador de alcohol
Un quemador de alcohol es un equipo de laboratorio que se utiliza para producir una llama abierta. Puede ser de latón, vidrio, acero inoxidable, aluminio, etc. . .

## Uso
Se prefieren los quemadores de alcohol para algunos usos, en lugar de los quemadores Bunsen, con fines de seguridad y en laboratorios donde no se dispone de gas natural. Son poco voluminosos, su tamaño se limita a aproximadamente 6 centímetros (dos pulgadas ) de altura, con una temperatura comparativamente más baja que la llama de gas del mechero Bunsen .
Aunque no generan una llama tan calientes como otros tipos de quemadores, hacen suficiente calor para realizar pruebas con sustancias químicas, procedimientos estándar de laboratorio de microbiología, como también se pueden utilizar para esterilizar a la llama algunos equipos de laboratorio.

## Funcionamiento

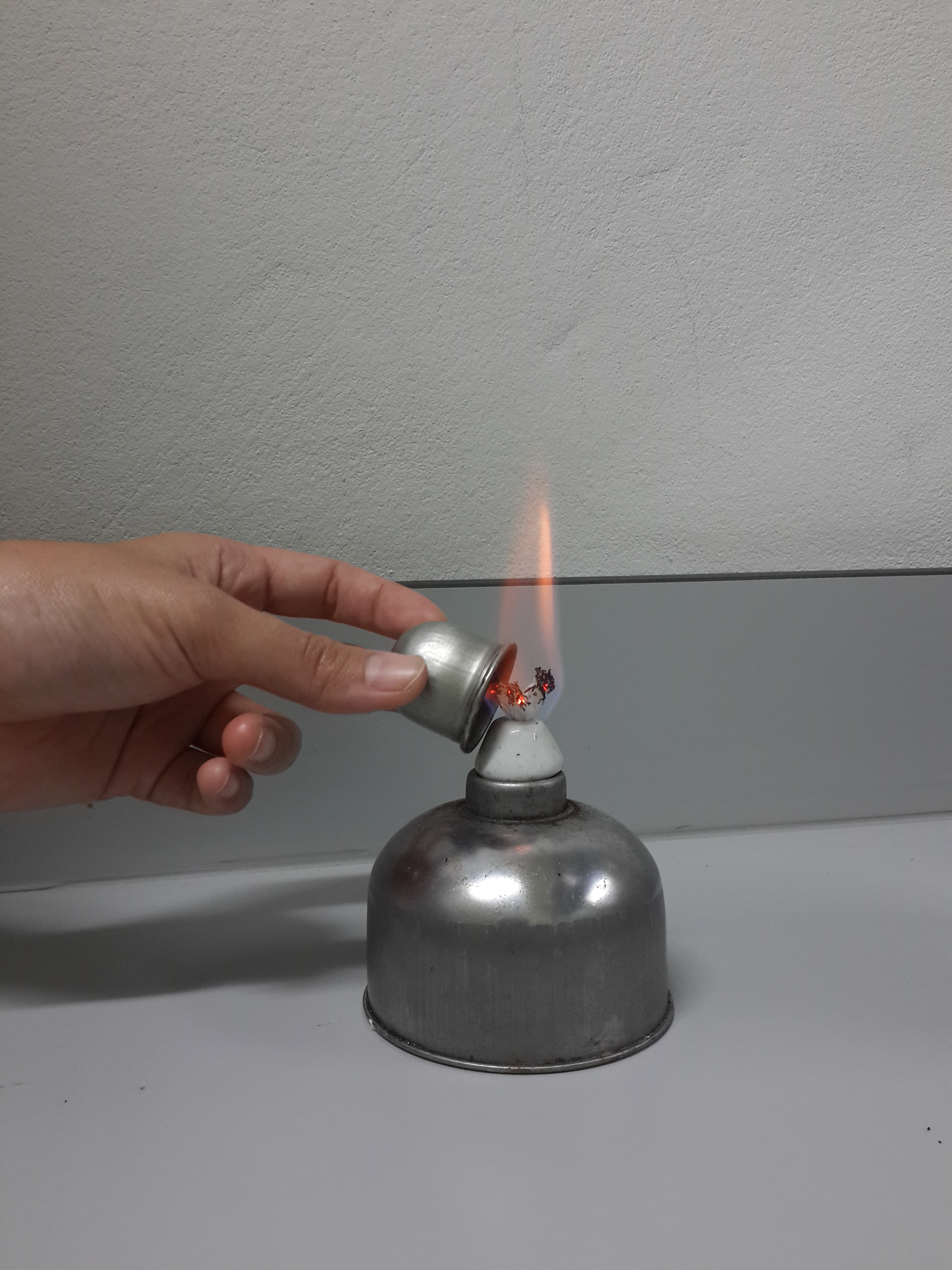
La llama del quemador se tapa como una vela para apagarla.

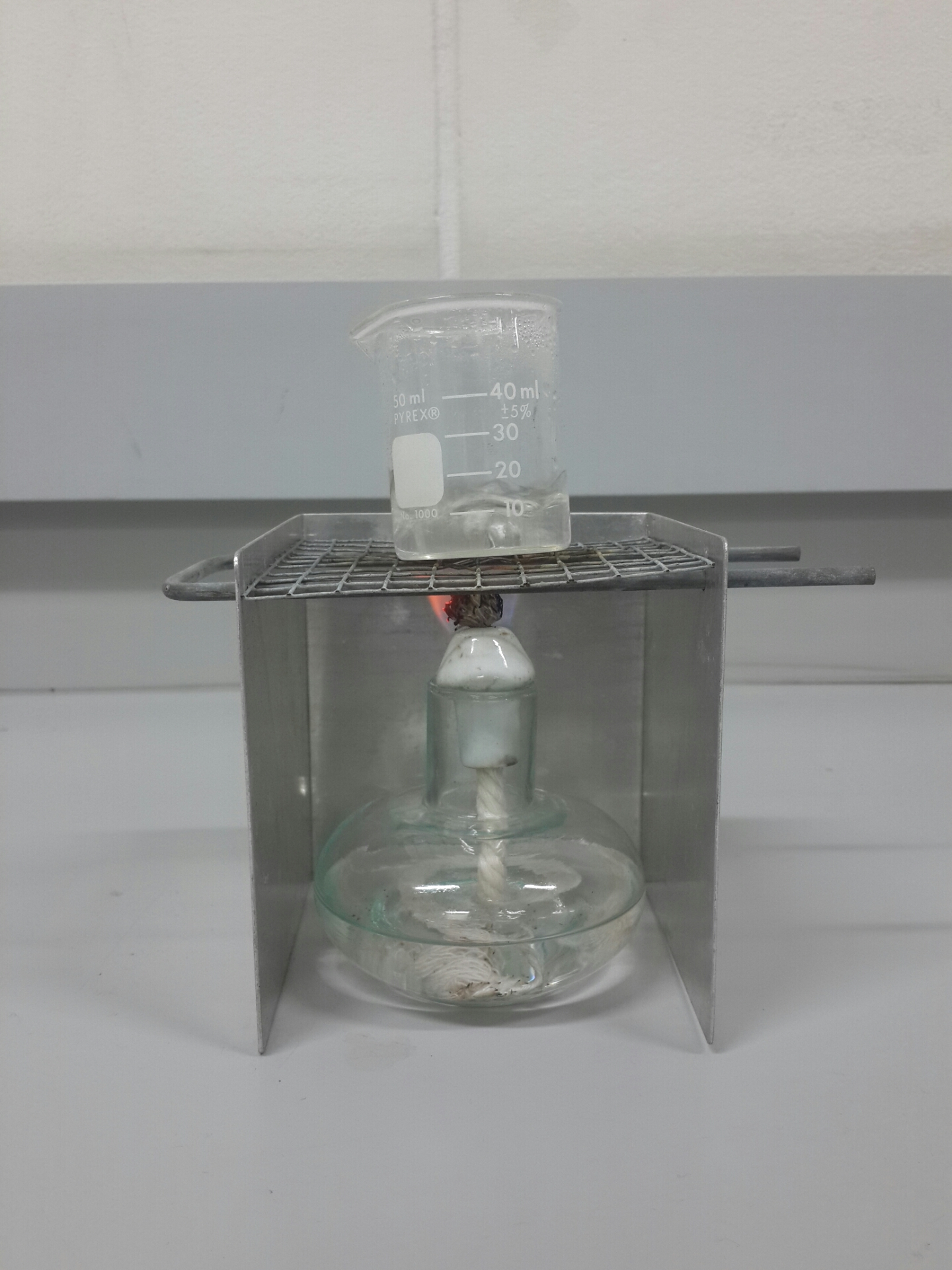
Una pequeña cantidad de líquido hierve encima del quemador de alcohol.

El combustible típico es el alcohol desnaturalizado,  el metanol o el isopropanol . Para apagar la llama, se utiliza Una tapa como despabiladeras - ( snuff ),